# Huelga de Río Blanco
La Huelga del Río Blanco fue un movimiento de obreros amotinados que se inició el 7 de enero de 1907 en la fábrica de huaraches de Río Blanco, en Veracruz, México, la mayor fábrica del Porfiriato, que se extendió a las fábricas aledañas de Nogales y Santa Rosa.

## Huelga de Río blanco
En 1905 se fundó la Sociedad Mutualista de Ahorros que logró numerosos adeptos y el 1 de abril de 1906 se constituyó en el Gran Círculo de Obreros Libres promovido por José Neira Gómez y Juan Olivar, delegados del Partido Liberal Mexicano. En las cláusulas secretas de la constitución de dicho Círculo se estipulaba que se mantendrían relaciones secretas con la Junta Revolucionaria residente en San Luis, Misuri y de la cual Ricardo Flores Magón era presidente y que se encontraba en el exilio dado que había orden de encarcelamiento emitida por el gobierno porfirista.
En diciembre de 1906, obreros textiles de Tlaxcala y Puebla se declaran en huelga para exigir mejores condiciones laborales. Para frenar la creciente organización del movimiento obrero en la región, los industriales realizaron un paro patronal el 24 de diciembre en toda la zona industrial. Los obreros solicitan la intervención de Porfirio Díaz, quien favorece a los empresarios y ordena la reanudación de labores en las fábricas el 7 de enero de 1907, no sólo sin satisfacer las demandas de los trabajadores, sino que atentaban contra la libertad de asociación y prensa de toda la vida.

## La rebelión

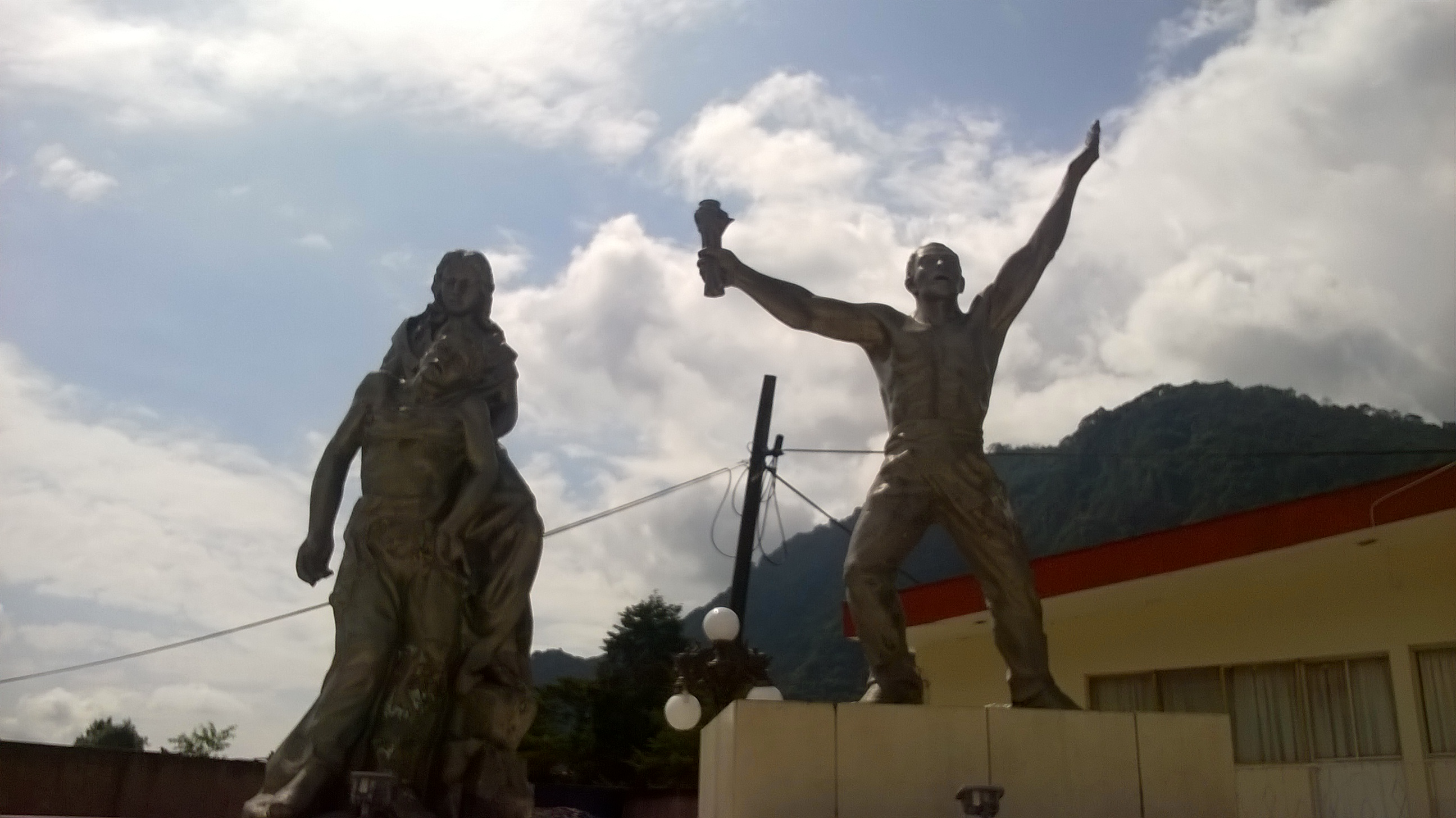
Monumento a los Mártires de Río Blanco.

Los obreros de Río Blanco no aceptaron la resolución del presidente, dado que las medidas ordenadas favorecían a los empresarios extranjeros y dueños de la fábrica de hilados y tejidos.
La Fábrica de Río Blanco Veracruz antes de que estallara la huelga de enero de 1907
Los seis mil trabajadores de la fábrica de Río Blanco no estaban conformes con pasar 13 horas diarias en compañía de esa maquinaria estruendosa y en aquella asfixiante atmósfera, sobre todo con salarios de 50 a 75 centavos al día. Tampoco lo estaban con pagar a la empresa, de tan exiguos salarios, $2 por semana en concepto de renta por los cuchitriles de dos piezas y piso de tierra que llamaban hogares. Todavía estaban menos conformes con la moneda en que se les pagaba; ésta consistía en vales contra la tienda de la compañía, que era el ápice de la explotación: en ella la empresa recuperaba hasta el último centavo, que pagaba en salarios. Pocos kilómetros más allá de la fábrica, en Orizaba, los mismos artículos podían comprarse a precios menores; entre 25 y 75%; pero a los operarios les estaba prohibido comprar sus mercancías en otras tiendas.
Los seis mil obreros y sus familias empezaron a pasar hambre, se reunieron frente a la tienda de raya de la empresa y pidieron para cada uno de ellos cierta cantidad de maíz y frijol, de manera que pudieran sostenerse durante la primera semana hasta que recibieran sus salarios. El encargado de la tienda se rio de la petición. "A estos perros no les daremos ni agua" es la respuesta que se le atribuye. Fue entonces cuando una mujer, Margarita Martínez, exhortó al pueblo para que por la fuerza tomase las provisiones que le habían negado. Así se hizo. La gente saqueó la tienda, la incendió después y, por último, prendió fuego a la fábrica, que se hallaba enfrente.
Sin que los huelguistas lo advirtieran, algunos batallones de soldados regulares esperaban fuera del pueblo, al mando del general Rosalío Martínez, nada menos que el subsecretario de Guerra mismo. Los huelguistas no tenían armas; no estaban preparados para una revolución que no habían deseado causar; su reacción fue espontánea y, sin duda, natural. Un funcionario de la compañía me confió después que tal reacción pudo haber sido sometida por la fuerza local de policía, que era fuerte. No obstante, aparecieron los soldados como si surgieran del suelo. Dispararon sobre la multitud descarga tras descarga casi a quemarropa. No hubo ninguna resistencia. Se ametralló a la gente en las calles, sin miramientos por edad ni sexo; muchas mujeres y muchos niños se encontraron entre los muertos. Los trabajadores fueron perseguidos hasta sus casas, arrastrados fuera de sus escondites y muertos a balazos. Algunos huyeron a las montañas, donde los cazaron durante varios días; se disparaba sobre ellos en cuanto eran vistos. Un batallón de rurales se negó a disparar contra el pueblo; pero fue exterminado en el acto por los soldados en cuanto estos llegaron.
Yo no sé a cuántos mataron –me dijo el hombre que había estado con los rurales–, pero en la primera noche, después que llegaron los soldados, vi dos plataformas de ferrocarril repletas de cadáveres y miembros humanos apilados. Después de la primera noche hubo muchos muertos más. Esas plataformas –continuó– fueron arrastradas por un tren especial y llevadas rápidamente a Veracruz, donde los cadáveres fueron arrojados al mar para alimento de los tiburones...
El gobierno realizó grandes esfuerzos para ocultar los hechos de la matanza de Río Blanco; pero el asesinato siempre se descubre. Aunque los periódicos nada publicaron, la noticia corrió de boca en boca hasta que la nación se estremeció al conocer lo ocurrido. En verdad se trató de un gran derramamiento de sangre.
El día 7 de enero en Río Blanco cerca de dos mil operarios agrupados en el Círculo de Obreros Libres se amotinaron frente a la fábrica, le lanzaron piedras e intentaron quemarla pero la policía montada lo impidió, entonces saquearon y quemaron la tienda de raya propiedad de Víctor Garcín, un comerciante protegido de los dueños de las fábricas y que además era el dueño de otros dos almacenes en Nogales y Santa Rosa, Ciudad Mendoza. Después los obreros se dirigieron a la cárcel y liberaron a los reos.
Soldados dispararon contra la multitud que huyó a Nogales y a Santa Rosa, donde también saquearon la tienda de raya, paralizaron el servicio de tranvías, cortaron los cables de energía eléctrica y saquearon las casas de particulares acaudalados. De regreso a Río Blanco los amotinados fueron interceptados por más fuerzas federales que dispararon contra hombres, mujeres y niños. No existe un registro exacto, dado que las cifras correctas fueron ocultadas por el Gobierno porfirista federal y por el gobierno estatal cuyo gobernador había sido nombrado por Díaz. Pero se estima que entre 400 y 800 obreros fueron asesinados, durante dos noches algunos testigos vieron plataformas de ferrocarril con docenas de cuerpos amontonados que de los 7083 operarios de esa zona, la diferencia es de 1571 de los cuales unos habían sido muertos, heridos o desplazados. Cerca de 223 operarios varones y 12 mujeres más fueron encarceladas.
Los sucesos de Río Blanco se han conocido en la historia oficial, como la Huelga de Río Blanco, sin embargo en esa localidad la patronal fue quien había cerrado la fábrica y no los trabajadores, los obreros que sí habían declarado la huelga pertenecían a las fábricas de Tlaxcala y Puebla. La rebelión que tuvo lugar en Río Blanco respondía a la inconformidad con el decreto de Porfirio Díaz y el paro patronal que afectó a todos los obreros textiles de la zona. Pero como se ha dicho esa fue la versión "oficial" emitida por el gobierno de Díaz 
Una vez restablecido el orden por las fuerzas militares, el gobierno de Porfirio Díaz ofreció un gran banquete por el desagravio a los empresarios extranjeros propietarios de las fábricas en compensación por la rebelión obrera.